# Roseville (Michigan)
Pour les articles homonymes, voir Roseville.
Roseville est une ville située dans l’état américain du Michigan. Elle est une banlieue de Détroit, dans le comté de Macomb. Selon le recensement de 2010, sa population est de 47 299 habitants.